# Poliszajevo
Poliszajevo (oroszul: Полысаево) bányaváros Oroszország ázsiai részén, a Kemerovói területen.
Népessége: 27 624 fő (a 2010. évi népszámláláskor).

## Elhelyezkedése
Kemerovo területi székhelytől 84 km-re, Leninszk-Kuznyeckijtől csupán 10 km-re délre, az Inya (az Ob mellékfolyója) felső folyásának jobb partján helyezkedik el. Vasútállomása és a város mellett Novokuznyeck felé vezető autópálya biztosítja a kapcsolatot az agglomeráció többi déli városával.

## Története
Poliszajevo nevét egy 1772-ben kelt iratban említik először. Közelében 1940-ben szénbányát nyitottak és bányásztelepet létesítettek. Három bányásztelep és egy Szocgorodok nevű új építésű lakótelep összevonásával 1952-ben létrehozták Poliszajevo munkástelepülést. 1985-ben a szomszédos Leninszk-Kuznyeckij egyik kerületéhez csatolták, majd egy 1989. október 31-i rendelettel leválasztották és várossá nyilvánították.

## 21. század
A város gazdasági alapját képező legnagyobb szénbányát (Zarecsnaja bánya) sok évtizeden át művelték, de 2017-ben a szénfeldogozó üzemmel együtt csődeljárás alá vonták. A vagyonának egyetlen tételben történő eladására meghirdetett aukciók sora eredménytelen maradt, köztük a 2020. májusi hetedik aukció is  (2020. december eleji állapot).